# Demolition (Ryan Adams)
Demolition è il terzo album discografico in studio da solista del musicista statunitense Ryan Adams, pubblicato nel 2002. 

## Tracce
Tutti i brani sono di Ryan Adams, tranne dove indicato.
1. Nuclear – 3:25
2. Hallelujah – 3:11
3. You Will Always Be the Same – 2:38
4. Desire – 3:41
5. Cry on Demand – 4:23
6. Starting to Hurt – 3:19
7. She Wants to Play Hearts – 4:01
8. Tennessee Sucks – 2:55
9. Dear Chicago – 2:13
10. Gimme a Sign – 3:04
11. Tomorrow – 4:23 (Adams, Carrie Hamilton)
12. Chin Up, Cheer Up – 2:59
13. Jesus (Don't Touch My Baby) – 5:09